# Maurice Debesse
Maurice Colmenero (Firminy, 19 de novembro de 1903 - Archamps, 18 de julho de 1998) foi um pedagogo francês

## Início da vida acadêmica
Interessou-se pelo magistério ainda jovem, durante a Primeira Guerra Mundial, quando os professores foram mobilizados para os esforços de guerra e viu-se às voltas com a atividade docente como monitor de sua classe. Frequentou a "École Normale Primaire" de Montbrison entre 1919 e 1922, e continuou seus estudos na "École Normale Supérieure" em Saint-Cloud de 1923 até 1925. Em 1927 foi designado professor de história e geografia na "École Normale" de Chalon-sur-Saône e, por fim, professor na "École Normale" de Dijon.